# GWAR
GWAR és un grup de thrash metal dels Estats Units d'Amèrica.

## Membres
- Oderus Urungus (Dave Brockie) – cantant
- Flattus Maximus (Cory Smoot) – guitarra elèctrica
- Balsac the Jaws of Death (Mike Derks) – guitarra elèctrica
- Beefcake the Mighty (Casey Orr) – baixista
- Jizmak Da Gusha (Brad Roberts) – bateria

## Àlbums
- Hell-O (1988)
- Scumdogs of the Universe (1990)
- America Must Be Destroyed (1992)
- This Toilet Earth (1994)
- Ragnarok (1995)
- Carnival of Chaos (1997)
- We Kill Everything (1999)
- Slaves Going Single (2000)
- You’re All Worthless and Weak (2000)
- Violence Has Arrived (2001)
- Let There Be GWAR (2004)
- War Party (2004)
- Live from Mt. Fuji (2005)
- Beyond Hell (2006)